# 1952 en littérature
| Années de la littérature : 1949 - 1950 - 1951 - 1952 - 1953 - 1954 - 1955    |
| Décennies de la littérature : 1920 - 1930 - 1940 - 1950 - 1960 - 1970 - 1980 |

Cet article présente les faits marquants de l'année 1952 en littérature.

## Évènements
- Débat Dery en Hongrie.
- 30 avril : Ouverture du Palais de Chaillot qui accueille le TNP avec la première de l'Avare, mis en scène par Jean Vilar.
- 6 septembre : une conférence intergouvernementale réunie par l'UNESCO adopte la Convention universelle sur le droit d'auteur[1].

## Parutions

### Essais
- François Fejtő, Histoire des démocraties populaires, éd. Le Seuil.
- Georges Poulet, La Distance intérieure (Études sur le temps humain, vol. 2), Plon.
- Raymond Ruyer,: Néo-finalisme.
- C.W. Ceram, Des dieux, des tombeaux, des savants, Paris, Plon

### Poésie
- Francis Ponge : La Rage de l’expression.

### Romans

#### Romans francophones
- Antoine Blondin : Les Enfants du bon Dieu.
- René Daumal : Le Mont Analogue (posthume).
- Marguerite Duras : Le Marin de Gibraltar.
- Jean Dutourd : Au Bon Beurre
- Mouloud Mammeri : Le Sommeil du juste, La Colline oubliée.
- San-Antonio : Mes hommages à la donzelle.

#### Romans anglophones
- Flannery O'Connor (américaine) : La Sagesse dans le sang, 15 mai.
- Ernest Hemingway (américain) : Le Vieil Homme et la Mer, 8 septembre.
- John Steinbeck (américain) : À l'est d'Éden, septembre.

#### Romans italophones
- Alberto Moravia : Publication en France du Conformiste, octobre.

## Théâtre
- Samuel Beckett : En attendant Godot.
- Agatha Christie : La Souricière, présentée pour la première fois à Londres. Cette pièce va détenir le record de la pièce jouée le plus longtemps sans interruption.
- Eugène Ionesco : Les Chaises, 22 avril.
- Henri Pichette : Nuclea, décembre.

## Prix littéraires
- L'écrivain et homme politique François Mauriac reçoit le prix Nobel de littérature.
- Prix Goncourt : Léon Morin, prêtre de Béatrix Beck.
- Prix Renaudot : L'Amour de rien de Jacques Perry.
- Prix Femina : Le Souffle de Dominique Rolin.
- Prix Interallié : Au bon beurre de Jean Dutourd
- Grand prix du roman de l'Académie française : Le Feu de l'Etna de Henri Castillou.
- Prix des Deux Magots : Le Poil de la bête de René-Jean Clot
- Prix du Quai des Orfèvres : Ne tirez pas sur l'inspecteur de Saint Gilles (pseudonyme de Georges-Jean Arnaud).
- Prix du roman populiste : Juliette au passage de Herbert Le Porrier.
- Voir la liste des Prix du Gouverneur général 1952.

## Principales naissances
- 11 janvier : Diana Gabaldon, autrice américaine de fantasy et de science-fiction.
- 25 février : Bernadette Sanou Dao, poétesse, nouvelliste et femme politique burkinabé.
- 29 février : Tim Powers, auteur américain de science-fiction et fantastique.
- 11 mars : Douglas Adams, auteur britannique de science-fiction, mort en 2001.
- 5 mars : Margaret Astrid Lindholm Ogden, autrice américaine de fantasy et science-fiction sous les pseudonymes Robin Hobb et Megan Lindholm.
- 10 mai : Meta Kušar, poétesse et essayiste slovène.
- 31 mai : Carole Achache, écrivaine, photographe et actrice française († 1er mars 2016)[2],[3]
- 20 juin : Valerio Evangelisti, auteur italien de science-fiction.
- 21 juin : David J. Skal, auteur américain de science-fiction.
- 28 juin : Jean-Christophe Rufin, médecin, diplomate et écrivain français.
- 7 juillet : Gregorio Morales, écrivain espagnol.
- 3 septembre : François Emmanuel, écrivain belge.
- 6 octobre : Ayten Mutlu, poétesse turque.
- 25 décembre : Dorothea Grünzweig, poétesse et traductrice allemande.
- 30 décembre : S. P. Somtow, auteur thaïlandais de science-fiction.

## Principaux décès
- 22 janvier : Roger Vitrac, poète et auteur dramatique français.
- 19 février : Knut Hamsun, écrivain norvégien.
- 5 mai : Alberto Savinio, écrivain italien (° 1891).
- 6 mai : Maria Montessori, pédagogue italienne, à Noordwijk (Pays-Bas).
- 1er juin : John Dewey, philosophe américain.
- 17 juillet : Charles Plisnier, écrivain belge.
- 16 novembre : Charles Maurras, écrivain et homme politique français.
- 18 novembre :  Paul Éluard, écrivain et poète français, 57 ans.